# Скибовский сельский совет (Чутовский район)
Скибовский сельский совет (укр. Скибівська сільська рада) — входит в состав
Чутовского района
Полтавской области
Украины.
Административный центр сельского совета находится в 
с. Скибовка.

## Населённые пункты совета
- с. Скибовка
- с. Рябковка
- с. Трудолюбовка

## Ликвидированные населённые пункты совета
- с. Байрак
- с. Воеводское